# 土師亜文
土師 亜文（はし あふみ、1990年5月9日 - ）は、日本の女性声優、ナレーター。東京都出身。81プロデュース所属。

## 略歴
国語の授業の音読など元々文章を読むのが好きだったという。
幼少期にアナウンサーを志していたが、「自分のキャラクターは違うかな」と思ったこと、「英語が喋れないとダメなんだ」と思い込み、断念。
早稲田大学文化構想学部卒業。当初は専門学校に行こうと思っており、進路相談の時に高校の教師に伝えていたという。その時、「役者になりたいのなら、いろんな人に会って人間力を磨きなさい」、「せっかくならもっと大きい世界を見てきなさい」と言われ、色々な人物がいる大学に行こうと決めたという。内山昂輝は同じ大学の同じ学部の同級生同士である。
声優を目指したきっかけは歌って踊ることも喋ることも好きで、「どっちがいいかな」と思い、ミュージカルサークルとアナウンス研究会に所属。アナウンス研究会で活動していた時に「ナレーションが楽しい！」、「好きなものはこれだ！」と改めて気付いたという。「就活の時期までに道を決めよう」と思い、大学1年生の頃はオーディションを受けていたという。
第4回声優アワード新人発掘オーディション合格者。歌、踊り、喋ることが両方できるところを探していたという。しかし女優、タレントがしっくりこなず、審査の中で「いい声だね」と褒めてくれることもあったため、「よし」と思って受けたという。
その時に「やった、じゃあ声優にしよう！」と思っていたという。しかし「やりたい」と思っていたが、何に向いているのか、どんな才能があるのか分からなかったため、「呼ばれたところに行こう」と考えていたという。
声優アワード新人発掘オーディションはドラフト式で事務所が選ぶ方式で、養成者特待生として費用が免除になり、親は、応援はするが、お金は出さないというスタンスだったため、「タダで通えるならありがたい」と思い、大学2年生の時はダブルスクールをしていたという。
学生だった頃はそこまでたくさん仕事をしていたわけではなかったが、唯一の生放送の番組がゼミと被るという状況になっていたという。
大学3年生でデビューしたての時、毎週木曜日の夜に生放送の番組があったという。しかしその時間がゼミと被ってしまい、「どうしよう」と思って講師に相談していたところ、「出席しない代わりに特別課題を課す。でもこのことはみんなには決して言わないように」と言われていたという。
その時に「申し訳ないな」と思いつつ、行ける時は遅れても授業に出席していたが、別の授業でゼミの同期に「この間番組見たよ！」と言われて驚いたという。「なんで知っているのか」と聞いていたところ「先週の授業中に先生が言い出してみんなで見たんだよ」と言われて「うそ！先生、内緒って言ったじゃん！」と思っていたという。

## 人物
役を演じる時は「自分はほぼ0で役が100」という感じに対して、ナレーションは視点が変わり、「土師亜文」として存在しつつ視聴者に寄り添うのような感覚だという。内容を分かりやすく、聞きやすく、心地よく伝えるかを考えながら声にしているという。
『ウマ娘 プリティーダービー』ではメジロライアンを演じているが、その役のオーディションで合格するまでは「アイドルみたいな歌って踊るコンテンツやりたいです」と言って、結構色々、作品を受けおり、何回かオーディションして最後まで行ってダメで、ようなことを繰り返していたという。
その矢先にあるオーディションで、スタッフから「オーラなくなったよ、もっと土師さんらしくしなきゃダメだよ」と言われ、「確かに！」と思っていたタイミングで『ウマ娘 プリティーダービー』のオーディションを受けてもらったという。キャラ設定を見て「この役出来なかったら、この世に他に演じられる役なくない？」と思うぐらい運命を感じて、「もうこれにすべてを懸けよう」と思っていたという。懸けた思いは相当強かったため、合格した時は嬉しかったという。
趣味・特技は歌って踊ること、フランス語。思い出に残っている授業、今に繋がっている授業としてフランス語を挙げている。中学、高校時代の第一外国語がフランス語だったため、早稲田大学時代もフランス語選択で受験したが、進学後も4年間フランス語の授業は取り続けていたという。その中でも大変だった授業は、水曜日1限の仏会話を挙げている。その時、同じ高校の友人と一緒に取っていたが、半分くらい寝坊していたという。アニメ、ナレーションでフランス語を生かせる機会が多くあり、「あの時頑張ってよかったな」と思っているという。
同事務所所属の西山宏太朗とは養成所からの同期である。
憧れている声優、目標としている声優は竹内順子で、「いつか少年アニメの主役をやる」という目標があるため、憧れだという。

## 出演
太字はメインキャラクター。

### テレビアニメ
2012年
- NHKスペシャル 釜石の奇跡（澤田一輝、沙伎）
- バクマン。3（受付嬢）
- ヨルムンガンド（娘）

2013年
- THE UNLIMITED 兵部京介（女性警備員）
- チョコタン!（女子①）
- ポケットモンスター ベストウイッシュ シーズン2 デコロラアドベンチャー（ジュペッタ）

2014年
- デュエル・マスターズ VS（あかり、野球少年A、マミ）

2016年
- チア男子!!（DREAMSキャプテン、女子①）
- ブーブーボーイ（ジューキィー）

2017年
- 境界のRINNE（受付の女性、雨野ケン（小学生）、客B、社員D、元塾講師 他）
- ゼロから始める魔法の書（古着屋の店員B）
- スタミュ（子役）
- アイドルタイムプリパラ（ミミ子の母）

2018年
- HUGっと!プリキュア（2018年 - 2019年、百井あき）
- ウマ娘 プリティーダービー（2018年 - 2021年、メジロライアン、女性、レポーター） - 2シリーズ
- メジャーセカンド（南陽ライオンズ 北大路颯太）

2019年
- ドメスティックな彼女（チカ）
- かぐや様は告らせたい〜天才たちの恋愛頭脳戦〜（留学生）
- 歌舞伎町シャーロック（メイド）

2020年
- ランウェイで笑って（フランスの女性審査員、女性客）
- ハイキュー!! TO THE TOP（女子B）
- うまよん（メジロライアン）

2023年
- アンデッドガール・マーダーファルス（シャルロッテ）
- 百姓貴族（観衆、荒川家長女）

2024年
- ふしぎ駄菓子屋 銭天堂（工藤杏）

2025年
- いずれ最強の錬金術師?（カエデ）
- フェルマーの料理（アネット・バルトリ）

### 劇場アニメ
- KING OF PRISM -PRIDE the HERO-（2017年）
- 風都探偵 仮面ライダースカルの肖像（2024年、彼女[14]）

### Webアニメ
- ソードガイ The Animation（2018年、クラスメイト2、クラスメイトC）
- 発明王 ニバン・センジ（2020年、半熟たまこ[8]）

### ゲーム
2014年
- アイドリズム（椎倉百花）
- 魔都紅色幽撃隊（八汐沙和子）

2015年
- 俺タワー -Over Legend Endless Tower-（大八車、スリップフォームペーバ、ワイヤーストリッパー）
- グランキングダム（ミディア・ワイズマン）
- 出動!美女ポリス（怪盗ハニー）
- 戦国アスカZERO（霧隠才蔵 たぬ吉）
- モン娘☆は〜れむ（アリス、セリーヌ、なつき、エルハーム、フォルティア）

2016年
- クイズRPG 魔法使いと黒猫のウィズ（ティシカ・ブック）

2018年
- 刀使ノ巫女 刻みし一閃の燈火（成瀬実紀）

2019年
- THE KING OF FIGHTERS ALLSTAR（シャルロット）
- SAMURAI SPIRITS（シャルロット）

2020年
- 戦国RENKA ズーム!（霧隠才蔵）

2021年
- ウマ娘 プリティーダービー（2021年 - 2023年、メジロライアン）
- ドラゴンクエストX 天星の英雄たち オンライン（2021年 - 2023年、クリュトス、モーモリーナ）

2022年
- 誓約少女 〜祝砲の元に集いし戦姫たち〜（ポートランド、アドミラル・グラーフ・シュペー）

### ドラマCD
- アイドルマスター シンデレラガールズ 一番くじオリジナルCD3（2016年、店員[21]）
- よるとあさの歌 Ｅｃ（2019年、ひより）

### デジタルコミック
- 真・週刊コミックTV+ 私立美人坂女子高校（女子生徒）
- 真・週刊コミックTV+ ピピンとピント（如月梢）

### 吹き替え

#### 映画
- 哭声/コクソン（2017年、ヒョジン〈キム・ファニ〉）
- ミス・ペレグリンと奇妙なこどもたち（2017年、ミラード〈キャメロン・キング〉）

#### テレビドラマ
- ザ・ミドル 中流家族のフツーの幸せ（2012年、ジェラルド）
- PERSON of INTEREST 犯罪予知ユニット（2012年、カレン〈ダグマーラ・ドミンスク〉）
- REIGN/クイーン・メアリー（2015年、エイリー）

#### アニメ
- インサイド・ヘッド（2015年、夢の生徒1）
- てのひらヒーロー アトミック・パペット（2016年, ポーリン・ベル） ）
- シーラとプリンセス戦士（2018年 -  、キャトラ）
- きかんしゃトーマス（2022年 -  、カーリー）
  - きかんしゃトーマス めざせ!夢のチャンピオンカップ（2023年、カーリー）
  - きかんしゃトーマス 大冒険!ルックアウトマウンテンとひみつのトンネル（2024年、カーリー[22]）
  - きかんしゃトーマス ぼくのたいせつなともだち（2025年、カーリー[23]）

### ラジオ
※はインターネット配信。
- 別府なるみと土師亜文のハッピーRADIO!だからダメだって言ったじゃん!もっと…（パーソナリティー）※
- 西山宏太朗と土師亜文と別府なるみのハッピーRADIO!ポジティブチャージでベロベロバー（パーソナリティー）※
- 西山宏太朗と土師亜文と米内佑希のハピラジ！（パーソナリティー）※

### ナレーション
- エポック社
- 小学館 ガガガ文庫「魔王が家賃を払ってくれない」
- 女神ビジュアル
- LINE TOWN メッセージシールメーカー

### テレビ番組
- 世界ふれあい街歩き（ボイスオーバー）
- ニャンちゅうワールド放送局（ピコたん）
- ラブトピア（ゆり・リナ　2役）
- 旅猫ロマン（ボイスオーバー）
- きかんしゃトーマス キャラクタースペシャル（ヒラリー）
- きかんしゃトーマス 新シリーズ直前スペシャル（ヒラリー）
- きかんしゃトーマス ワールドスペシャル（ヒラリー）
- ブレイクッ!（ビビビ編集長、ゆう♡チャンネル）
- マチスコープ (マチスコープ・少年、少女の声)

### オーディオブック
- 真田十勇士（2016年、三好伊佐[24]）
  - 参上、猿飛佐助
  - 決起、真田幸村
  - 激闘、大坂の陣
- 薬師寺涼子の怪奇事件簿（2015年 - 、朗読）
  - 東京ナイトメア
  - 魔天楼
  - 巴里・妖都変
  - クレオパトラの葬送
  - 黒蜘蛛島
  - 夜光曲
  - 霧の訪問者
  - 水妖日にご用心
  - 魔境の女王陛下
  - 海から何かがやってくる
  - 白魔のクリスマス
- 名探偵音野順の事件簿（2016年 - 2017年、朗読[25]）
  - 踊るジョーカー
  - 密室から黒猫を取り出す方法
- アリス殺し（2017年、朗読[25]）
- 午前零時のサンドリヨン（2018年、朗読[25]）
- 〈古典部〉シリーズ（2019年、朗読）
  - 氷菓
  - 愚者のエンドロール
  - クドリャフカの順番
  - 遠まわりする雛
  - ふたりの距離の概算
  - いまさら翼といわれても
- 二度めの夏、二度と会えない君（2019年）
- 探偵は教室にいない（2019年、朗読[25]）
- 眼鏡屋は消えた（2019年、朗読[25]）
- 流浪の月（2020年、朗読[25]）
- 経験済みなキミと、経験ゼロなオレが、お付き合いする話。1～2（2021年 - 、朗読[26]）

### その他
- 押忍!声優道場!!
- さらばニキビ!「ニキビ退治応援ボイス」を一緒に作ろう（2012年）
- 聴く本劇団「ナナイロ」（2017年、ショコラン[27]）
- 映画 きかんしゃトーマス オールスター☆パレード（2022年、ヒラリー）

## ディスコグラフィ

### キャラクターソング
| 発売日  | 商品名                                                                                         | 歌 | 楽曲                                                                                         | 備考                                                                 |
| 2018年  | 2018年                                                                                         | 2018年 | 2018年                                                                                       | 2018年                                                               |
| ------- | ---------------------------------------------------------------------------------------------- | --- | -------------------------------------------------------------------------------------------- | -------------------------------------------------------------------- |
| 3月14日 | ウマ娘 プリティーダービー STARTING GATE 09                                                     | メジロライアン（土師亜文）、スマートファルコン（大和田仁美）、ファインモーション（橋本ちなみ） | 「うまぴょい伝説」 「青春が待ってる」                                                        | ゲーム『ウマ娘 プリティーダービー』関連曲                            |
| 3月14日 | ウマ娘 プリティーダービー STARTING GATE 09                                                     | メジロライアン（土師亜文） | 「希望ディスカバリー」                                                                       | ゲーム『ウマ娘 プリティーダービー』関連曲                            |
| 7月25日 | ウマ娘 プリティーダービー ANIMATION DERBY 03 Special Record!/Find My Only Way                  | スペシャルウィーク（和氣あず未）、サイレンススズカ（高野麻里佳）、トウカイテイオー（Machico）、ウオッカ（大橋彩香）、ダイワスカーレット（木村千咲）、ゴールドシップ（上田瞳）、メジロマックイーン（大西沙織）、エルコンドルパサー（高橋未奈美）、グラスワンダー（前田玲奈）、セイウンスカイ（鬼頭明里）、キングヘイロー（佐伯伊織）、ハルウララ（首藤志奈）、シンボリルドルフ（田所あずさ）、タイキシャトル（大坪由佳）、エアグルーヴ（青木瑠璃子）、ヒシアマゾン（巽悠衣子）、フジキセキ（松井恵理子）、マルゼンスキー（Lynn）、テイエムオペラオー（徳井青空）、ビワハヤヒデ（近藤唯）、ナリタブライアン（相坂優歌）、オグリキャップ（高柳知葉）、スーパークリーク（優木かな）、タマモクロス（大空直美）、イナリワン（井上遥乃）、ウイニングチケット（渡部優衣）、メジロライアン（土師亜文）、メジロドーベル（久保田ひかり）、ナイスネイチャ（前田佳織里）、エイシンフラッシュ（藤野彩水）、マチカネフクキタル（新田ひより）、メイショウドトウ（和多田美咲）                                                                                      | 「うまぴょい伝説」                                                                           | テレビアニメ『ウマ娘 プリティーダービー』エンディングテーマ          |
| 2021年  |                                                                                                | |                                                                                              |                                                                      |
| 3月17日 | ウマ娘 プリティーダービー WINNING LIVE 01                                                      | スペシャルウィーク（和氣あず未）、サイレンススズカ（高野麻里佳）、トウカイテイオー（Machico）、マルゼンスキー（Lynn）、オグリキャップ（高柳知葉）、ゴールドシップ（上田瞳）、ウオッカ（大橋彩香）、ダイワスカーレット（木村千咲）、タイキシャトル（大坪由佳）、グラスワンダー（前田玲奈）、メジロマックイーン（大西沙織）、エルコンドルパサー（髙橋ミナミ）、シンボリルドルフ（田所あずさ）、エアグルーヴ（青木瑠璃子）、マヤノトップガン（星谷美緒）、メジロライアン（土師亜文）、ライスシャワー（石見舞菜香）、アグネスタキオン（上坂すみれ）、ウイニングチケット（渡部優衣）、サクラバクシンオー（三澤紗千香）、スーパークリーク（優木かな）、ハルウララ（首藤志奈）、マチカネフクキタル（新田ひより）、ナイスネイチャ（前田佳織里）、キングヘイロー（佐伯伊織） | 「GIRLS' LEGEND U」                                                                          | ゲーム『ウマ娘 プリティーダービー』オープニングテーマ                |
| 3月17日 | ウマ娘 プリティーダービー WINNING LIVE 01                                                      | スペシャルウィーク（和氣あず未）、サイレンススズカ（高野麻里佳）、トウカイテイオー（Machico）、マルゼンスキー（Lynn）、オグリキャップ（高柳知葉）、ゴールドシップ（上田瞳）、ウオッカ（大橋彩香）、ダイワスカーレット（木村千咲）、タイキシャトル（大坪由佳）、グラスワンダー（前田玲奈）、メジロマックイーン（大西沙織）、エルコンドルパサー（髙橋ミナミ）、シンボリルドルフ（田所あずさ）、エアグルーヴ（青木瑠璃子）、マヤノトップガン（星谷美緒）、メジロライアン（土師亜文）、ライスシャワー（石見舞菜香）、アグネスタキオン（上坂すみれ）、ウイニングチケット（渡部優衣）、サクラバクシンオー（三澤紗千香）、スーパークリーク（優木かな）、ハルウララ（首藤志奈）、マチカネフクキタル（新田ひより）、ナイスネイチャ（前田佳織里）、キングヘイロー（佐伯伊織） | 「うまぴょい伝説」                                                                           | ゲーム『ウマ娘 プリティーダービー』関連曲                            |
| 3月31日 | ウマ娘 プリティーダービー ANIMATION DERBY Season 2 vol.3 Original Sound Track                  | スペシャルウィーク（和氣あず未）、サイレンススズカ（高野麻里佳）、トウカイテイオー（Machico）、ウオッカ（大橋彩香）、ダイワスカーレット（木村千咲）、ゴールドシップ（上田瞳）、メジロマックイーン（大西沙織）、シンボリルドルフ（田所あずさ）、ナイスネイチャ（前田佳織里）、ツインターボ（花井美春）、イクノディクタス（田澤茉純）、マチカネタンホイザ（遠野ひかる）、メジロパーマー（のぐちゆり）、ダイタクヘリオス（山根綺）、ミホノブルボン（長谷川育美）、ライスシャワー（石見舞菜香）、ビワハヤヒデ（近藤唯）、ナリタタイシン（渡部恵子）、ウイニングチケット （渡部優衣）、キタサンブラック（矢野妃菜喜）、サトノダイヤモンド（立花日菜）、マルゼンスキー（Lynn）、マヤノトップガン（星谷美緒）、ヒシアケボノ（松嵜麗）、エアグルーヴ（青木瑠璃子）、マチカネフクキタル（新田ひより）、メイショウドトウ（和多田美咲）、セイウンスカイ（鬼頭明里）、グラスワンダー（前田玲奈）、エルコンドルパサー（髙橋ミナミ）、サクラバクシンオー（三澤紗千香）、メジロライアン（土師亜文）、メジロドーベル（久保田ひかり）、ナリタブライアン（衣川里佳） | 「うまぴょい伝説 (TV Size)」                                                                 | テレビアニメ『ウマ娘 プリティーダービー Season 2』エンディングテーマ |
| 2022年  |                                                                                                | |                                                                                              |                                                                      |
| 4月27日 | ウマ娘 プリティーダービー WINNING LIVE 05                                                      | スペシャルウィーク（和氣あず未）、サイレンススズカ（高野麻里佳）、トウカイテイオー（Machico）、オグリキャップ（高柳知葉）、ゴールドシップ（上田瞳）、メジロマックイーン（大西沙織）、テイエムオペラオー（徳井青空）、ナリタブライアン（衣川里佳）、シンボリルドルフ（田所あずさ）、タマモクロス（大空直美）、メジロライアン（土師亜文）、アドマイヤベガ（咲々木瞳）、サクラバクシンオー（三澤紗千香）、ミスターシービー（天海由梨奈）、メジロドーベル（久保田ひかり）、マチカネタンホイザ（遠野ひかる）、サトノダイヤモンド（立花日菜）、キタサンブラック（矢野妃菜喜）、サクラチヨノオー（野口瑠璃子）、メジロアルダン（会沢紗弥）、ヤエノムテキ（日原あゆみ）、ナリタトップロード（中村カンナ） | 「We are DREAMERS!!」                                                                        | ゲーム『ウマ娘 プリティーダービー』関連曲                            |
| 4月27日 | ウマ娘 プリティーダービー WINNING LIVE 05                                                      | スペシャルウィーク（和氣あず未）、サイレンススズカ（高野麻里佳）、トウカイテイオー（Machico）、オグリキャップ（高柳知葉）、ゴールドシップ（上田瞳）、メジロマックイーン（大西沙織）、テイエムオペラオー（徳井青空）、ナリタブライアン（衣川里佳）、シンボリルドルフ（田所あずさ）、アグネスデジタル（鈴木みのり）、タマモクロス（大空直美）、マヤノトップガン（星谷美緒）、メジロライアン（土師亜文）、アドマイヤベガ（咲々木瞳）、サクラバクシンオー（三澤紗千香）、スマートファルコン（大和田仁美）、ニシノフラワー（河井晴菜）、ハルウララ（首藤志奈）、マーベラスサンデー（三宅麻理恵）、ミスターシービー（天海由梨奈）、メジロドーベル（久保田ひかり）、ナイスネイチャ（前田佳織里）、マチカネタンホイザ（遠野ひかる）、ツインターボ（花井美春）、サトノダイヤモンド（立花日菜）、キタサンブラック（矢野妃菜喜）、サクラチヨノオー（野口瑠璃子）、メジロアルダン（会沢紗弥）、ヤエノムテキ（日原あゆみ）、ナリタトップロード（中村カンナ） | 「うまぴょい伝説」                                                                           | ゲーム『ウマ娘 プリティーダービー』関連曲                            |
| 8月17日 | ウマ娘 プリティーダービー WINNING LIVE 07                                                      | スペシャルウィーク（和氣あず未）、サイレンススズカ（高野麻里佳）、ゴールドシップ（上田瞳）、メジロマックイーン（大西沙織）、ナリタブライアン（衣川里佳）、マヤノトップガン（星谷美緒）、メジロライアン（土師亜文）、ライスシャワー（石見舞菜香）、ウイニングチケット（渡部優衣）、マーベラスサンデー（三宅麻理恵）、メジロドーベル（久保田ひかり）、メジロパーマー（のぐちゆり）、メジロアルダン（会沢紗弥）、メジロブライト（大西綺華）、サクラローレル（真野美月） | 「うまぴょい伝説」                                                                           | ゲーム『ウマ娘 プリティーダービー』関連曲                            |
| 8月17日 | ウマ娘 プリティーダービー WINNING LIVE 07                                                      | メジロマックイーン（大西沙織）、メジロライアン（土師亜文）、メジロドーベル（久保田ひかり）、メジロパーマー（のぐちゆり）、メジロアルダン（会沢紗弥）、メジロブライト（大西綺華） | 「メジロ讃歌」                                                                               | ゲーム『ウマ娘 プリティーダービー』関連曲                            |
| 10月4日 | ウマ娘 プリティーダービー Solo Vocal Tracks Vol.5 －4th EVENT SPECIAL DREAMERS!! EXTRA STAGE－ | メジロライアン（土師亜文） | 「We are DREAMERS!!（Game Size）」 「笑顔の宝物 -Beyond The Future!-（Game Size）」          | ゲーム『ウマ娘 プリティーダービー』関連曲                            |
| 2023年  |                                                                                                | |                                                                                              |                                                                      |
| 2月8日  | ウマ娘 プリティーダービー WINNING LIVE 10                                                      | トウカイテイオー（Machico）、マルゼンスキー（Lynn）、タイキシャトル（大坪由佳）、グラスワンダー（前田玲奈）、メジロライアン（土師亜文）、ナイスネイチャ（前田佳織里）、ダイタクヘリオス（山根綺）、サクラチヨノオー（野口瑠璃子）、ツルマルツヨシ（青山吉能）、ヤマニンゼファー（今泉りおな）、シンボリクリスエス（春川芽生）、タニノギムレット（松岡美里）、ダイイチルビー（礒部花凜）、ケイエスミラクル（佐藤日向） | 「うまぴょい伝説」                                                                           | ゲーム『ウマ娘 プリティーダービー』関連曲                            |
| 2月8日  | ウマ娘 プリティーダービー WINNING LIVE 10                                                      | トウカイテイオー（Machico）、マルゼンスキー（Lynn）、タイキシャトル（大坪由佳）、グラスワンダー（前田玲奈）、メジロライアン（土師亜文）、ナイスネイチャ（前田佳織里）、サクラチヨノオー（野口瑠璃子）、ツルマルツヨシ（青山吉能） | 「トレセン体操」                                                                             | ゲーム『ウマ娘 プリティーダービー』関連曲                            |
| 9月16日 | ウマ娘 プリティーダービー Solo Vocal Tracks Vol.7 5th EVENT ARENA TOUR GO BEYOND -GAZE-        | メジロライアン（土師亜文） | 「Gaze on Me!（Game Size）」 「Ms. VICTORIA（Game Size）」 「DRAMATIC JOURNEY（Game Size）」 | ゲーム『ウマ娘 プリティーダービー』関連曲                            |
| 2024年  |                                                                                                | |                                                                                              |                                                                      |
| 4月17日 | ウマ娘 プリティーダービー WINNING LIVE 18                                                      | メジロライアン（土師亜文）、アイネスフウジン（長江里加）、ウイニングチケット（渡部優衣）、トーセンジョーダン（鈴木絵理）、ビコーペガサス（田中あいみ）、イクノディクタス（田澤茉純）、ヤエノムテキ（日原あゆみ）、ナリタトップロード（中村カンナ）、ワンダーアキュート（須藤叶希）、ドゥラメンテ（秋奈） | 「爆熱マイソウル」                                                                           | ゲーム『ウマ娘 プリティーダービー』関連曲                            |
| 4月17日 | ウマ娘 プリティーダービー WINNING LIVE 18                                                      | メジロライアン（土師亜文）、アイネスフウジン（長江里加）、ウイニングチケット（渡部優衣）、トーセンジョーダン（鈴木絵理）、ビコーペガサス（田中あいみ）、イクノディクタス（田澤茉純）、ヤエノムテキ（日原あゆみ）、ナリタトップロード（中村カンナ）、ワンダーアキュート（須藤叶希）、ドゥラメンテ（秋奈）、ラインクラフト（小島菜々恵）、シーザリオ（佐藤榛夏）、エアメサイア（根本優奈）、デアリングハート（希水しお） | 「うまぴょい伝説」                                                                           | ゲーム『ウマ娘 プリティーダービー』関連曲                            |

### その他参加作品
| 発売日         | 商品名                                                       | 歌                                     | 楽曲                     | 備考 |
| -------------- | ------------------------------------------------------------ | -------------------------------------- | ------------------------ | ---- |
| 2016年11月23日 | コロムビアキッズ たっぷり！どっさり！こどものうた つめあわせ | 土師亜文、伊東健人                     | 「まほうのくつ」         |      |
| 2016年11月23日 | コロムビアキッズ たっぷり！どっさり！こどものうた つめあわせ | 伊東健人、本泉莉奈、土師亜文           | 「ワンツー！パンツー！」 |      |
| 2016年11月23日 | コロムビアキッズ たっぷり！どっさり！こどものうた つめあわせ | 土師亜文、伊東健人、ことのみ児童合唱団 | 「はじめてのさよなら」   |      |